# Muzeum Przyrodnicze Instytutu Systematyki i Ewolucji Zwierząt PAN

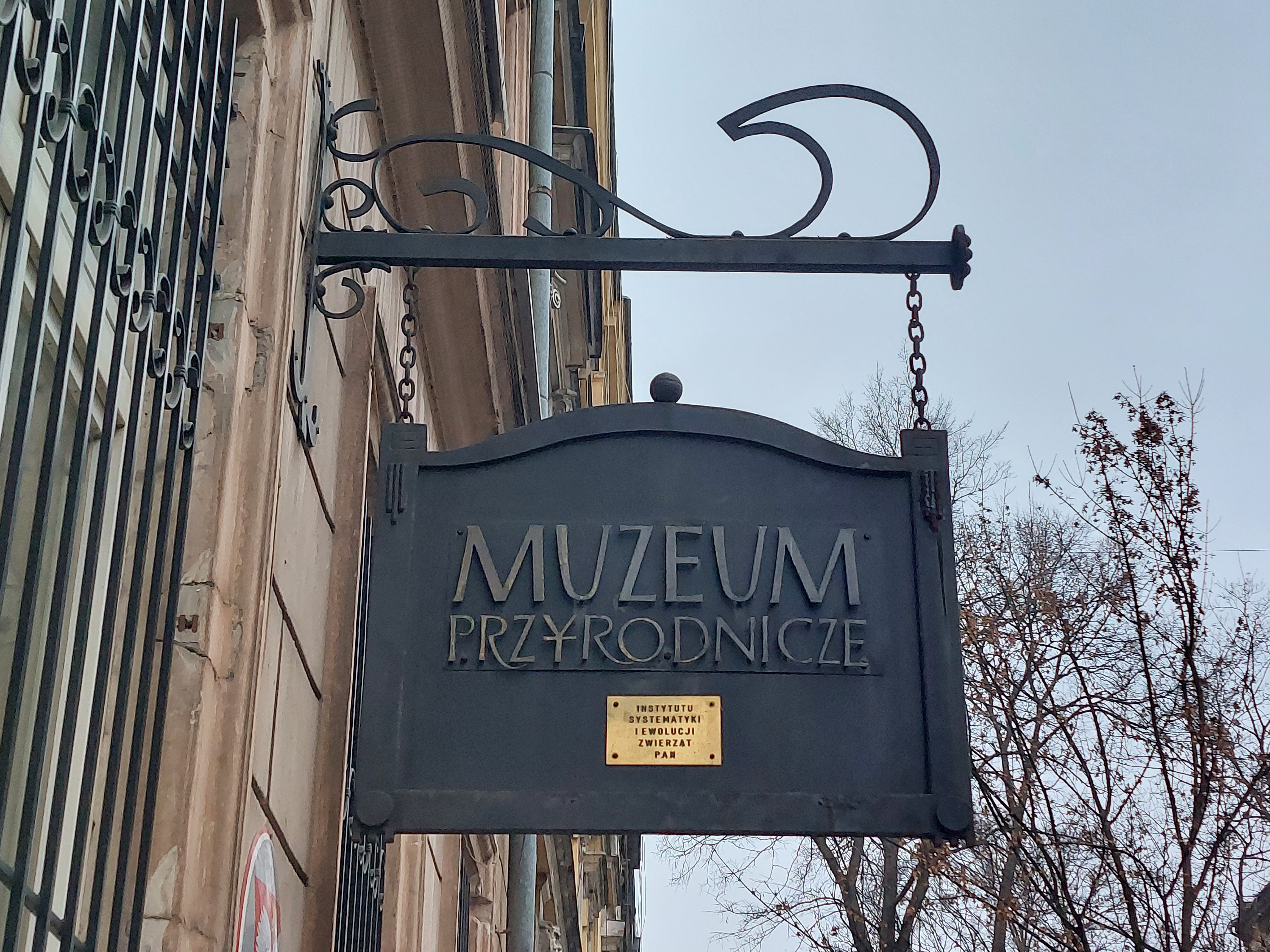
Szyld Muzeum Przyrodniczego ISEZ PAN

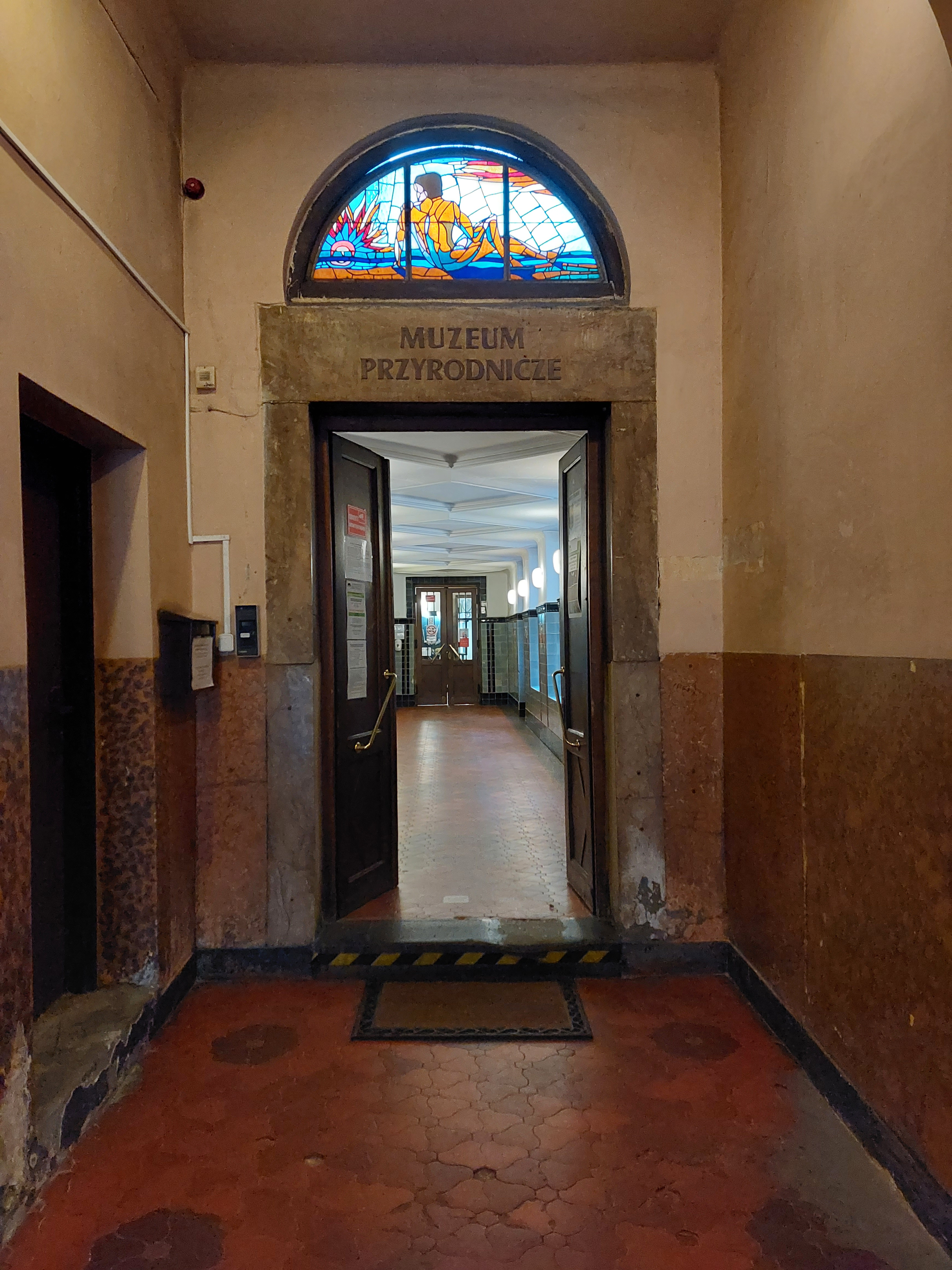
Wejście do Muzeum Przyrodniczego

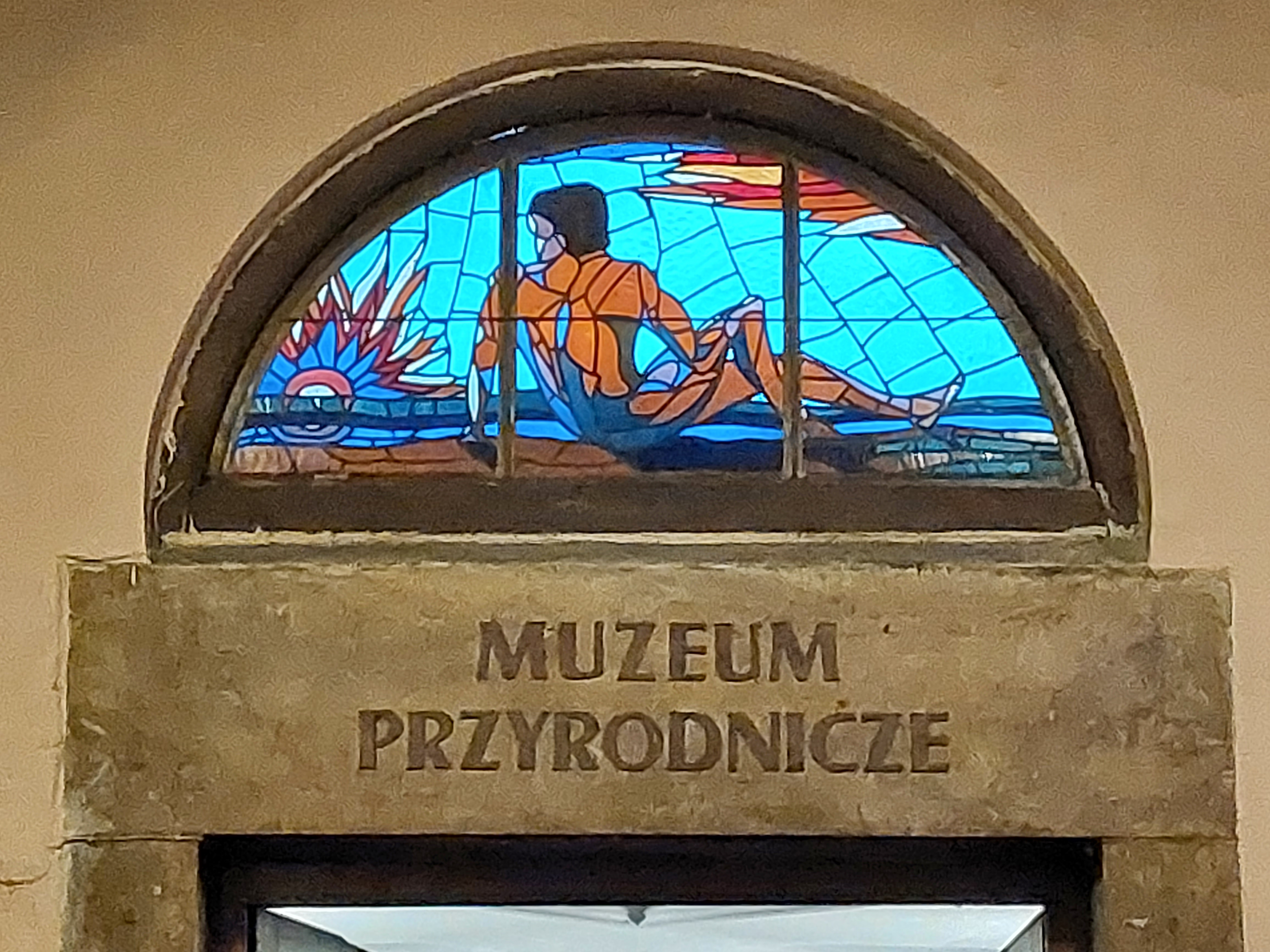
Witraż nad wejściem do Muzeum Przyrodniczego

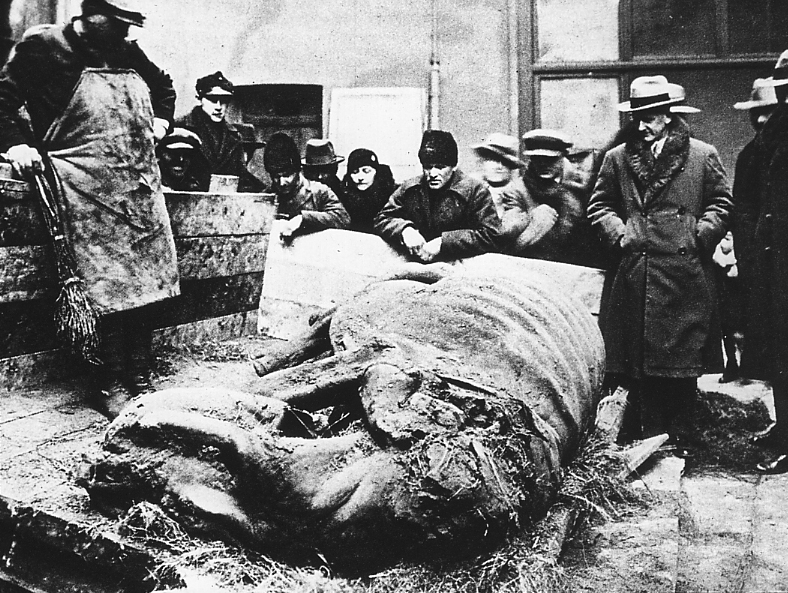
Nosorożec włochaty ze Staruni, odkryty w 1929

Muzeum Przyrodnicze w Krakowie (pełna oficjalna nazwa: Muzeum Przyrodnicze Instytutu Systematyki i Ewolucji Zwierząt PAN) – muzeum z siedzibą w Krakowie przy ul. św. Sebastiana 9. Znajduje się tutaj spreparowany, zachowany w idealnym stanie, prehistoryczny nosorożec włochaty, jedyny na świecie zachowany w całości okaz tego wymarłego ponad 12 tys. lat temu zwierzęcia. Od października 2012 roku wznowiło swoją działalność.

## Rys historyczny
Początki muzeum sięgają 1865 r., kiedy to Kazimierz Wodzicki podarował zgromadzony zbiór ptaków Towarzystwu Naukowemu Krakowskiemu. Pierwotnie mieściło się w gmachu krakowskiego oddziału PAN przy ul. Sławkowskiej. W 1888 r. urządzono pierwszą wystawę dla zwiedzających. W 1929 r. muzeum wzbogaciło się o unikatowy okaz nosorożca włochatego  znalezionego w Staruni koło Stanisławowa sprzed ok. 30 tys. lat. Muzeum przeniosło się do obecnej siedziby w roku 1993.
W skład muzeum wchodzą wystawy stałe:
- „Mięczaki Świata” – składa się z dwóch części: w pierwszej przedstawione są mięczaki wymarłe (m.in. amonity) oraz współczesne, w drugiej prezentowane są różnorodne wyroby, do produkcji których została wykorzystana masa perłowa i perły[1].
- „Rozmowa z kamieniem” – prezentacja minerałów i skamieniałości ofiarowanych Muzeum przez Zbyluta Grzywacza, ekspozycja została zadedykowana poezji Wisławy Szymborskiej[1].
- „Fauna Plejstocenu” – przedstawia kopalne szczątki wymarłych zwierząt należących do tzw. megafauny plejstoceńskiej. Można zobaczyć jedynego zachowanego w całości nosorożca włochatego (ze skórą i tkankami miękkimi), prezentowane są także kopalne szczątki mamutów, niedźwiedzia jaskiniowego oraz jelenia olbrzymiego[1].

Wystawy czasowe:
- „Niebezpieczna magia tytoniu” (24.03 – 30.06.2014, do 30.06.2015)[1],
- „Las tropikalny” (do 31.12.2015)[1],
- „Zwierzęta krajów egzotycznych” (do 30.06.2015)[1],
- „Woda – podstawa Życia na Ziemi” (do 31.12.2015)[1],
- „Storczyki” (15 – 24.03.2013, 7 – 16.03.2014,  13 – 22.03.2015)[1],
- „Ewolucja krabów” (do 30.06.2014),
- „Sztuka paleolitu i neolitu” (do 30.06.2014),
- „Bursztyn w dziejach i tradycji Europy” (do 15.03.2014),
- „Łowcy z epoki kamienia” (15.06 – 15.09.2013),
- „Ptaki Krain Północnych”,
- „Via Regia” (20.10.2012 – 12.02.2013), itp.

Jedną z ważniejszych wystaw czasowych, jakie zorganizowało muzeum w 2004 r., było tzw. mobilne oceanarium krążące po Polsce, które cieszyło się ogromnym zainteresowaniem wśród odwiedzających.
W sierpniu 2009 roku Muzeum Przyrodnicze ISEZ PAN zostało początkowo zamknięte dla zwiedzających do odwołania, a następnie przekształcone tymczasowo w tzw. żywe muzeum. W latach 2008–2012 w budynku mieściło się prywatne Aquarium o charakterze edukacyjnym, interaktywnym. Aquarium zostało zlikwidowane nakazem komorniczym w dniu 11 czerwca 2012 roku.

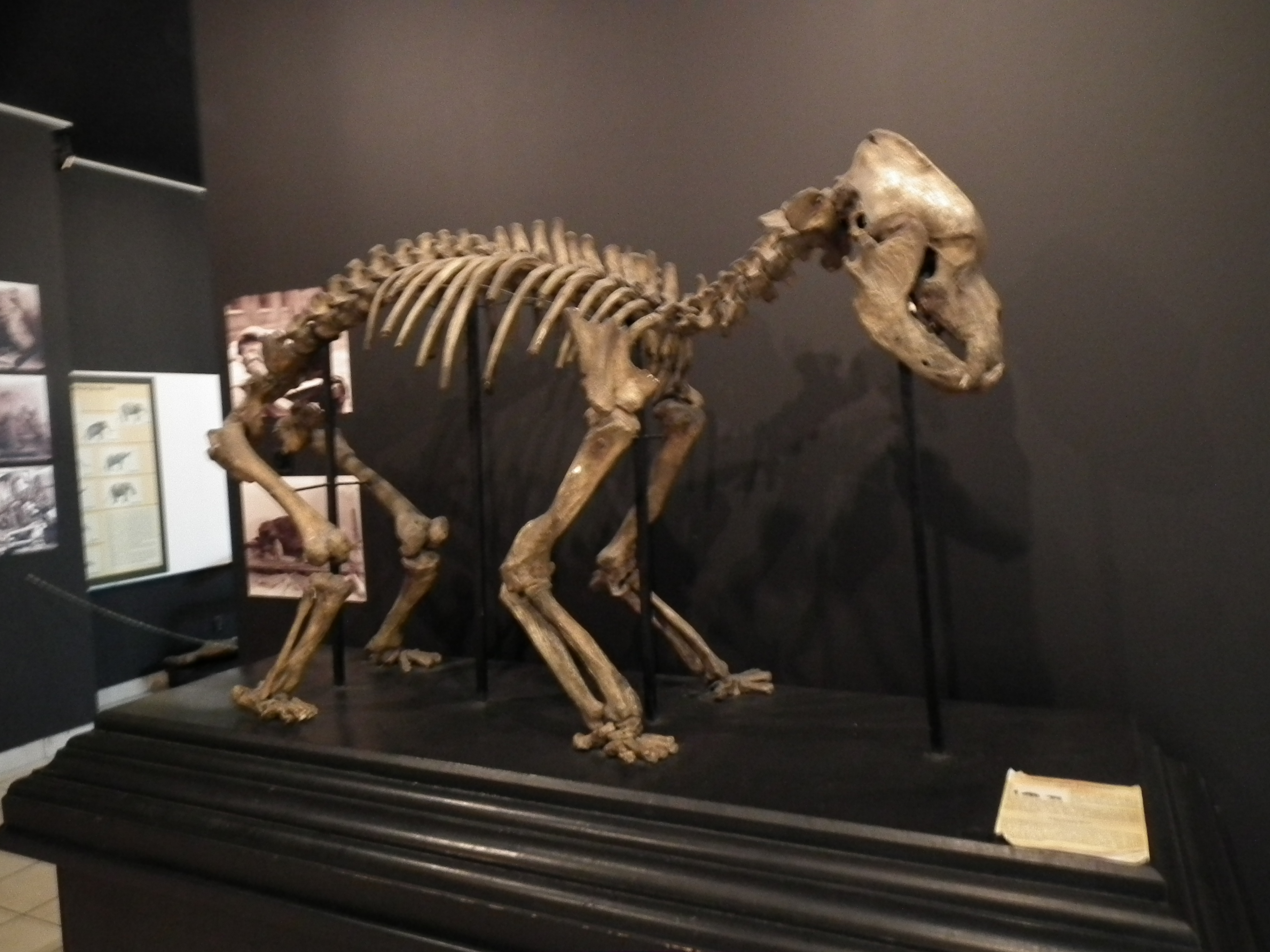
Szkielet niedźwiedzia

W dniach od 25 października 2013 do 15 marca 2014 dostępna była dla zwiedzających wystawa „Bursztyn w dziejach i tradycji Europy”. Największa wystawa czasowa, popularyzująca bursztyn bałtycki w Polsce. Organizatorzy ekspozycji na powierzchni ok. 700 m² zaprezentowali pochodzenie i właściwości bursztynu, jego znaczenie dla badań naukowych oraz rolę bursztynu w sztuce i gospodarce Europy od paleolitu, przez okres rzymski i średniowiecze aż do czasów współczesnych. Oddzielne miejsce w ramach wystawy poświęcono prezentacji Gdańska – Światowej Stolicy Bursztynu.

## Galeria

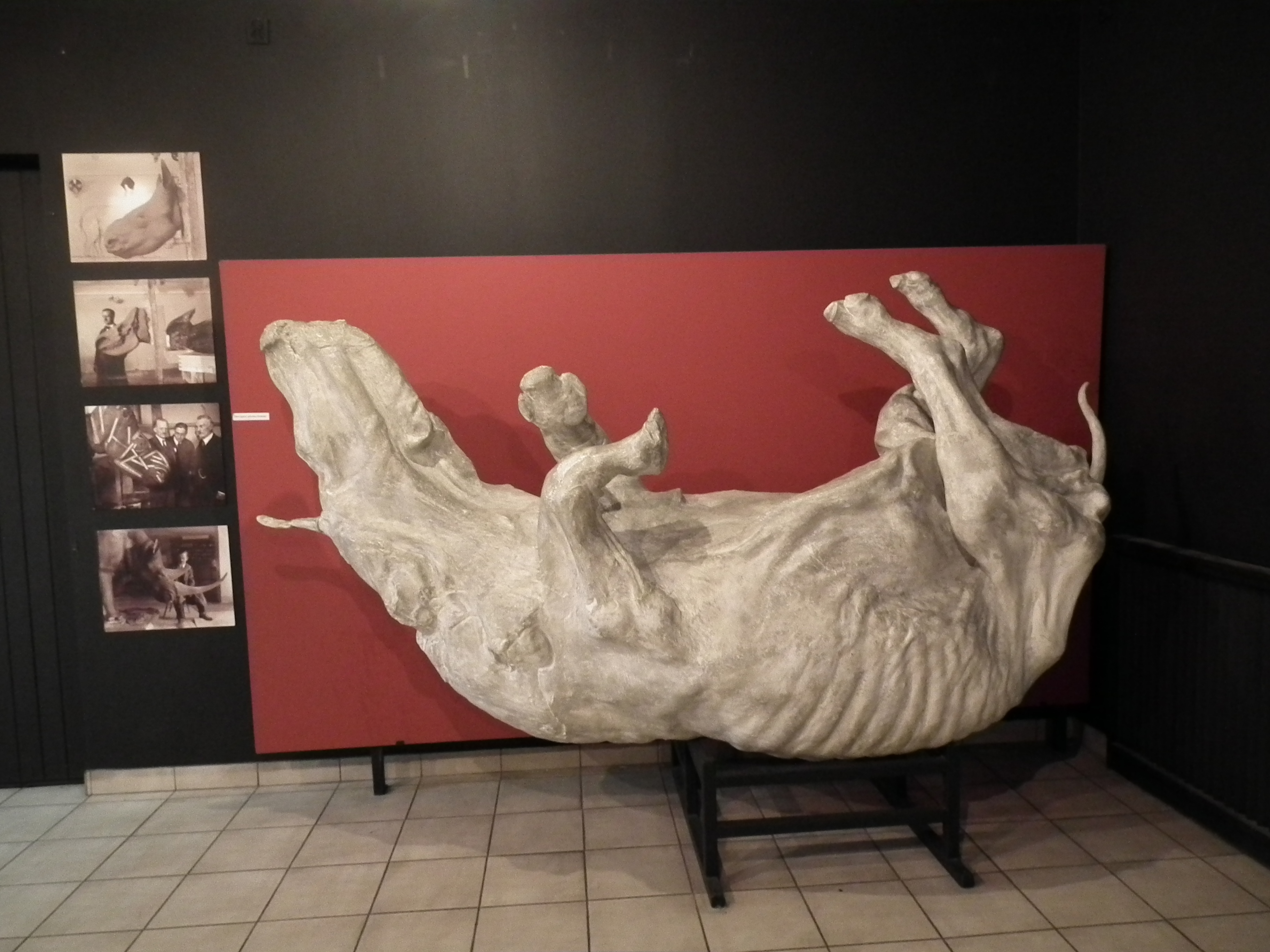
Sala z nosorożcem
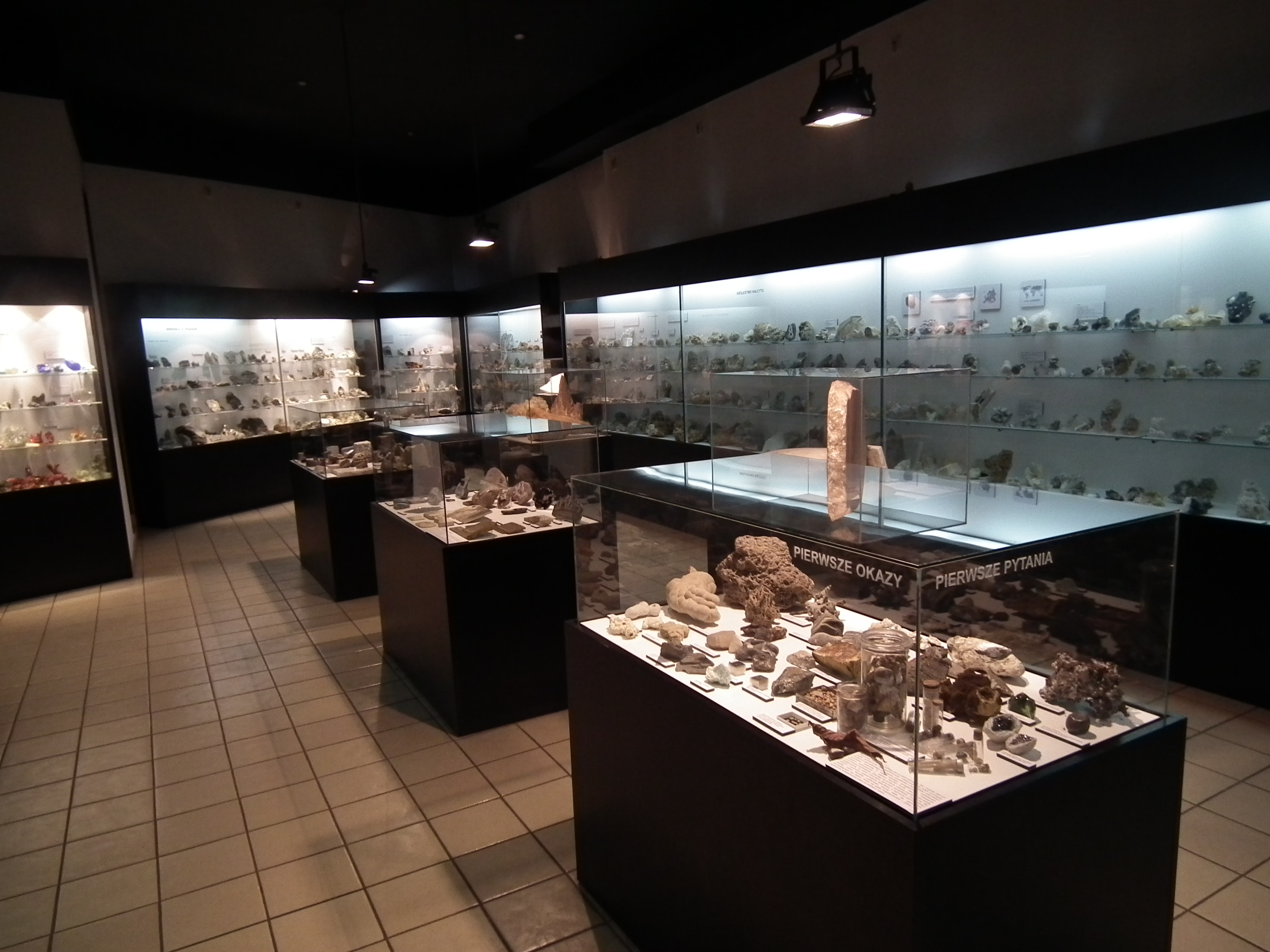
Sala minerałów